# Les Buffardins
L'ensemble Les Buffardins est un orchestre belge de musique baroque et classique, fondé et dirigé par le flûtiste Frank Theuns, adepte de l'interprétation historiquement informée, soit l'interprétation sur instruments anciens (ou copies d'instruments anciens).

## Historique
L'orchestre Les Buffardins a été fondé en 2007 par Frank Theuns,, en regroupant des amis musiciens qui ont appris leur métier auprès des pionniers de la musique ancienne en Belgique et aux Pays-Bas, comme les frères Kuijken, Anner Bylsma ou Gustav Leonhardt,.
L'ensemble est nommé d'après le flûtiste français Pierre-Gabriel Buffardin, qui fut actif à Dresde comme professeur de Johann Joachim Quantz,,,.

## Répertoire
L'ensemble se consacre au répertoire baroque français, allemand et anglais pour la flûte traversière, et plus particulièrement au répertoire pour flûte du XVIIIe siècle en ce compris le répertoire classique de Johann Joachim Quantz, le maître de flûte du roi Frédéric II de Prusse.

## Musiciens
Outre le flûtiste Frank Theuns, l'ensemble compte ou a compté divers membres,, :
- Marc Hantaï (flûte)
- Martin Bauer (viole de gambe)
- François Fernandez (violon baroque)
- Frank Coppieters (violone)
- Blai Justo (ca) (violon)
- Marie Rouquié (violon)
- Maia Silberstein (alto, violon)
- Frans Vos (alto)
- Rainer Zipperling (violoncelle et violon)
- Richte Van der Meer (violoncelle)
- Patxi Montero (violoncelle)
- Ewald Demeyere (clavecin)
- Robert Kohnen (clavecin)
- Siebe Henstra (clavecin)
- Anne Mertens (soprano)

## Discographie sélective
Les Buffardins ont réalisé plusieurs enregistrements pour le label Accent,, :
- 1998 : Sonatas for Flute de Johann Philipp Kirnberger
- 2000 : Flute Music at the Berlin Court, œuvres de Benda, Quantz, Kirnberger, C.P.E. Bach, J.G. Graun
- 2001 : Les Heureux Moments, œuvres de Jacques-Martin Hotteterre
- 2003 : L'insinuante, œuvres de Michel Blavet
- 2004 : Les Ramages, œuvres de Michel Pignolet de Montéclair
- 2004 : La Veloutée, œuvres de Joseph Bodin de Boismortier
- 2008 : Solos for a German Flute, de Charles Dieupart et Georg Friedrich Händel
- 2010 : Sonatas for a German Flute, œuvres de Giuseppe Sammartini et Georg Friedrich Händel
- 2012 : Des Königs Flötenmeister, concertos pour flûte de Johann Joachim Quantz
- 2015 : French Flute Concertos, œuvres de Leclair, Michel Blavet, Pierre-Gabriel Buffardin et Jacques-Christophe Naudot

## Récompenses
Plusieurs enregistrements de l'ensemble Les Buffardins ont reçu un prix prestigieux comme le Diapason d'or ou le 10 de Répertoire (Classica),.